# Tidenham
Tidenham – wieś w Anglii, w hrabstwie Gloucestershire, w dystrykcie Forest of Dean. Leży 36 km na południowy zachód od miasta Gloucester i 175 km na zachód od Londynu.